# Jacobinos
Los jacobinos (en francés: jacobins) eran los miembros del grupo político de la Revolución francesa llamado Club de los Jacobinos, cuya sede se encontraba en París, en el convento de los frailes dominicos (conocidos popularmente como frailes jacobinos) de la calle Saint-Honoré.
Eran republicanos, defensores de la soberanía popular, por ende propugnaban el sufragio universal; su visión de la indivisibilidad de la nación los llevaba a defender un estado fuerte y centralizado. Se confunden a menudo con El Terror, en parte debido a la leyenda negra que divulgó la reacción termidoriana sobre Robespierre. En el siglo XIX, el jacobinismo fue la fuente de inspiración de los partidos republicanos que promovieron la Segunda y la Tercera República Francesa. En la Francia contemporánea, este término se asoció con una concepción centralista de la República.[cita requerida]

## Onomástica
En Francia, desde la Edad Media, se llamaba coloquialmente «jacobinos» (jacobins) a los dominicos (dominicains), por el convento de la orden fundado en París a principios del siglo XIII y dedicado a Santiago (en francés: Saint Jacques y en latín: Iacobus), convento que luego dio su nombre a la calle donde se levantaba, la calle Saint-Jacques, en el Barrio Latino. Cuando el Club Bretón trasladó su lugar de reuniones al convento dominico de la calle Saint-Honoré, fundado en el siglo XVII y situado a dos pasos de la 'Sala del Manège', donde la Asamblea Constituyente celebraba sus sesiones, se les dio irónicamente el apodo de «jacobinos», o «club de los jacobinos», nombre que acabaron por adoptar oficialmente.

## Historia del Club de los Jacobinos

### Principios

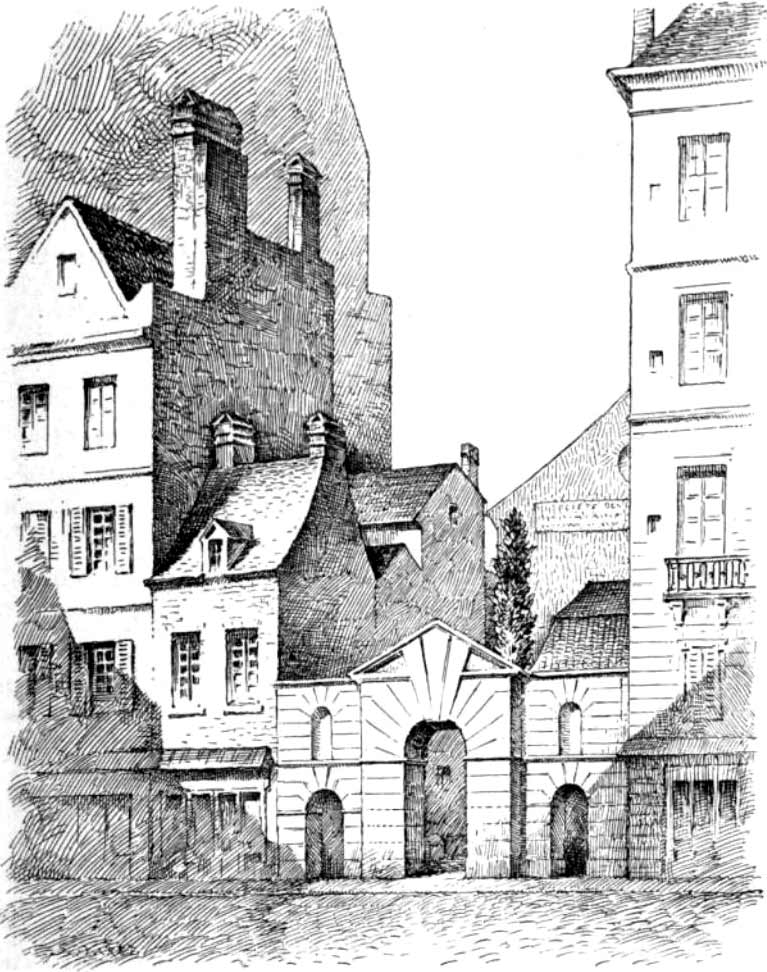
Entrada del Club de los Jacobinos en la calle Saint-Honoré, París.

En abril-mayo de 1789, un grupo de representantes del Tercer Estado en la asamblea de los Estados Generales de 1789 empezaron a reunirse en lo que sería conocido como el «Club Bretón», un foro de debate y reflexión en torno a los Cuadernos de quejas (Cahiers de Doléances), y a la preparación de los debates en la asamblea. Su nombre se debe a que los primeros miembros del club eran diputados de la provincia de Bretaña, reunidos en torno a Isaac Le Chapelier y a Jean-Denis Lanjuinais. Pronto se les unieron miembros del clero y diputados de otras regiones como Mirabeau, el duque de Aiguillon, Sieyès, Pétion, Volney, Robespierre, Charles y Alexandre de Lameth, etc. Una vez constituida la Asamblea Constituyente, cambiaron su nombre por el de Société des Amis de la Constitution (Sociedad de los Amigos de la Constitución) y se instalaron en octubre del mismo año en el Convento de los Jacobinos, un antiguo convento de dominicos situado en la calle Saint-Honoré de París. A partir de ese momento, sus oponentes políticos los llamaron jacobinos, en un principio para ridiculizarlos. En 1789, agrupaban a 200 diputados de diversas tendencias, y su primer presidente fue el diputado bretón Isaac Le Chapelier. En aquella época, Mirabeau se encontraba entre sus miembros.
Centro de creación de ideas y motor intelectual de las acciones emprendidas por la Revolución, su influencia tenía un alcance nacional gracias a las sociedades afines diseminadas por toda Francia. La red creada por estos numerosos grupos le dio un enorme poder político. Si en agosto de 1791 existían 152 sociedades provinciales afiliadas, en 1792 eran 2000.

### Cisma
Hasta 1791, el club, al igual que la mayoría de la ciudadanía, estaba a favor de la implantación de una monarquía constitucional. Pero el intento de huida de Luis XVI, detenido en Varennes en junio de 1791, truncó muchas esperanzas de confiar en un sistema de gobierno monárquico. Aquel acontecimiento dividió a los jacobinos en dos corrientes enfrentadas. Unos, liderados por Robespierre, propugnaban la deposición del rey, y el establecimiento de la república. Los otros, seguidores de Antoine Barnave y de Jacques Pierre Brissot, pensaban que, ante la amenaza de guerra con las monarquías extranjeras, era preferible detener la Revolución y lograr un compromiso con las élites del Antiguo Régimen para mantener la monarquía constitucional. Estos últimos acabaron por abandonar el Club de los Jacobinos para fundar el Club des Feuillants, pero la escisión no frenó la expansión de la Sociedad. El 15 de enero de 1793, una vez concluido el juicio de Luis XVI, los jacobinos influyeron de manera decisiva en la votación a favor de la muerte del rey en la Convención Nacional.

### Camino del poder
El ideal republicano de los jacobinos se afianzaría a partir de ese momento. En septiembre de 1792, el Club cambió su nombre por el de Société des Jacobins amis de la liberté et de l'égalité (Sociedad de los Jacobinos Amigos de la Libertad y de la Igualdad). Hasta entonces compuesto exclusivamente de intelectuales burgueses de izquierda, decide abrir sus filas a las clases populares que, aparte de servirle de apoyo táctico, constituyen el fundamento de su ideología. Robespierre, apoyado por Georges Danton, Jean-Paul Marat, Camille Desmoulins y Louis de Saint-Just, toma las riendas del movimiento que se lanza en una política de oposición a los girondinos, en mayoría en la Convención Nacional, muchos de ellos antiguos jacobinos. La Gironda cae en junio de 1793, bajo la acción violenta de los hebertistas o «Exagerados», el ala extremista de la Montaña, y deja el camino libre a los jacobinos en el seno de la Convención. El poder jacobino se extiende a los «comités», órganos ejecutivos del gobierno revolucionario montañés (buena parte de los diputados y gobernantes montañeses eran jacobinos). Los miembros del Comité de Salvación Pública y del Comité de Seguridad General eran en su mayoría jacobinos en 1793.

### La Convención montañesa y el Terror

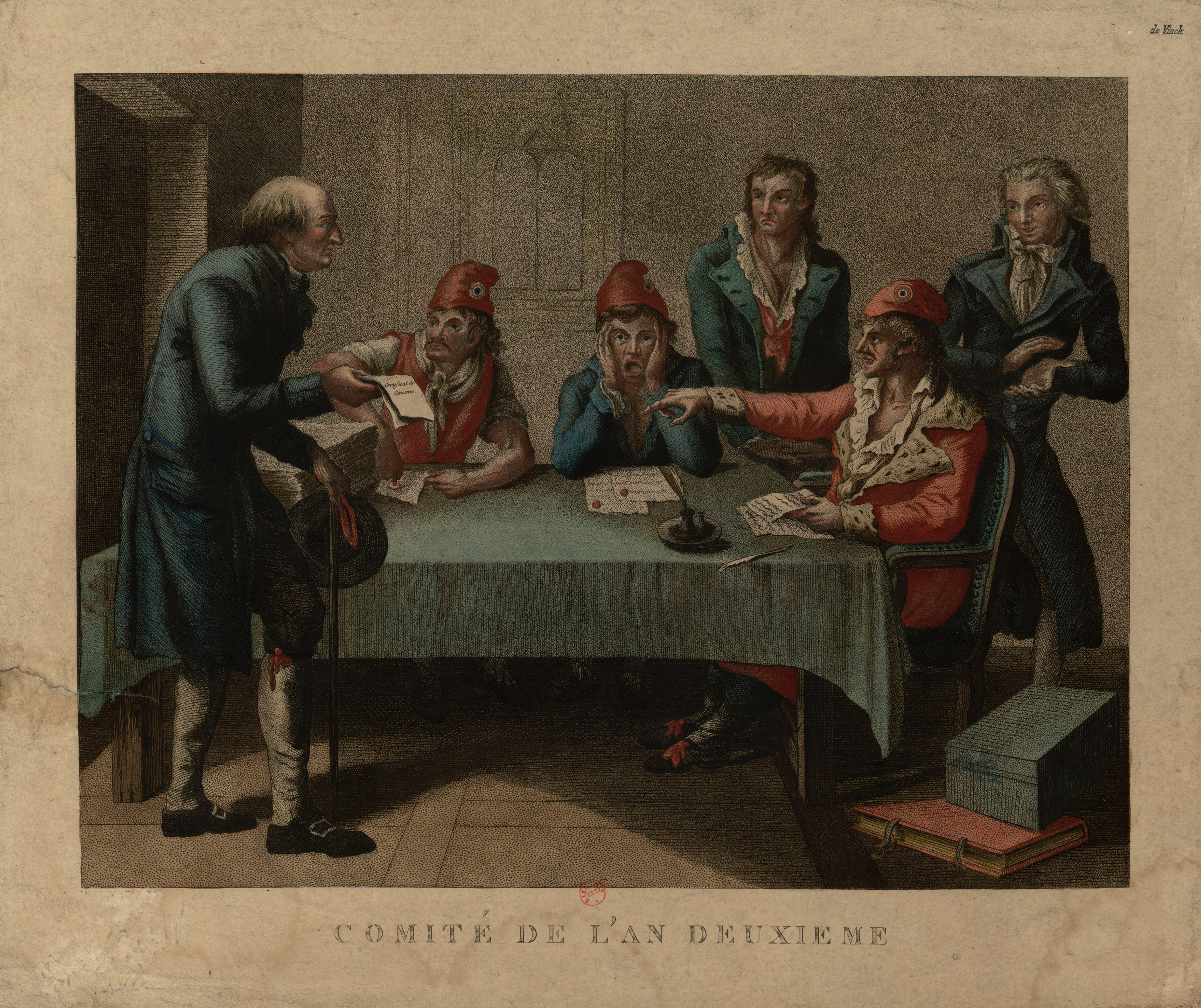
Comité revolucionario de la sección parisina del año II, según Jean-Baptiste Huet (Biblioteca Nacional de Francia, París).

Los montañeses jacobinos gobernaron desde junio de 1793 hasta julio de 1794, impusieron el Reinado del Terror e hicieron uso de su poder en el Comité de Salvación Pública, para reprimir toda oposición al gobierno con una violencia implacable. El Terror se instauró en un principio para salvaguardar la República amenazada por la guerra civil contrarrevolucionaria, y por la guerra que las monarquías extranjeras mantenían en las fronteras del país. Si bien hubo una relativa unanimidad entre los jacobinos en sus principios, sus divergencias se fueron agudizando a partir del segundo semestre de 1793.
Por un lado, los hebertistas —un movimiento heterogéneo y solo parcialmente jacobino—, intentaban radicalizar la Convención Nacional, y controlaban la Comuna, el gobierno local de París. Viéndose desbordados por su izquierda, Robespierre y Saint-Just consiguieron del tribunal revolucionario la detención y ejecución de su cabeza más visible, Jacques-René Hébert, así como de algunos de sus seguidores, en marzo de 1794. 
En el mismo tiempo Danton, que había declarado la guerra a Inglaterra y Holanda en febrero de 1793 y había reclamado entonces la anexión de Bélgica, había evolucionado hacia posturas negociadoras con el enemigo y con la aristocracia francesa, para lograr la paz y detener la guerra. Por ello, sus seguidores eran llamados «indulgentes». Cuando a principios de 1794 intentó además detener los desbordamientos de la represión terrorista, los dirigentes de tendencia hebertista del Comité de Salvación Pública lo arrestaron y lo ejecutaron junto con Camille Desmoulins, sin que Robespierre pudiese impedirlo.
Una vez los dantonistas eliminados en marzo-abril de 1794, la dictadura de los comités se intensificó dando comienzo a lo que se suele llamar «Gran Terror». Aunque Robespierre siguiera defendiendo la necesidad del Terror en la Convención, aparecía cada vez más como un moderado incapaz de frenar la deriva criminal de los comités liderados por Collot d’Herbois, Barère de Vieuzac y Billaud-Varenne.
Aun así, en junio de 1794 Robespierre consiguió la expulsión del club de Joseph Fouché, por entonces todavía un radical ateo, que en abril había sido elegido, para escándalo de Robespierre, Presidente de los Jacobinos; la venganza política subsiguiente contra Fouché, a quien detestaba tanto en el ámbito privado —había rechazado la mano de su hermana— como en el público —le consideraba responsable de las masacres de Lyon—, condujo a la conspiración que abriría el paso a la reacción termidoriana. Aislado dentro del gobierno, la denuncia por parte de Robespierre de los excesos y de la corrupción del Terror desde la tribuna de la Convención llegará tarde. Los miembros del Comité de Seguridad General sintiéndose amenazados, se aliaron con los diputados moderados del Pantano prometiéndoles el fin del Terror, y prepararon la caída de Robespierre.

### Fin del Club de los Jacobinos

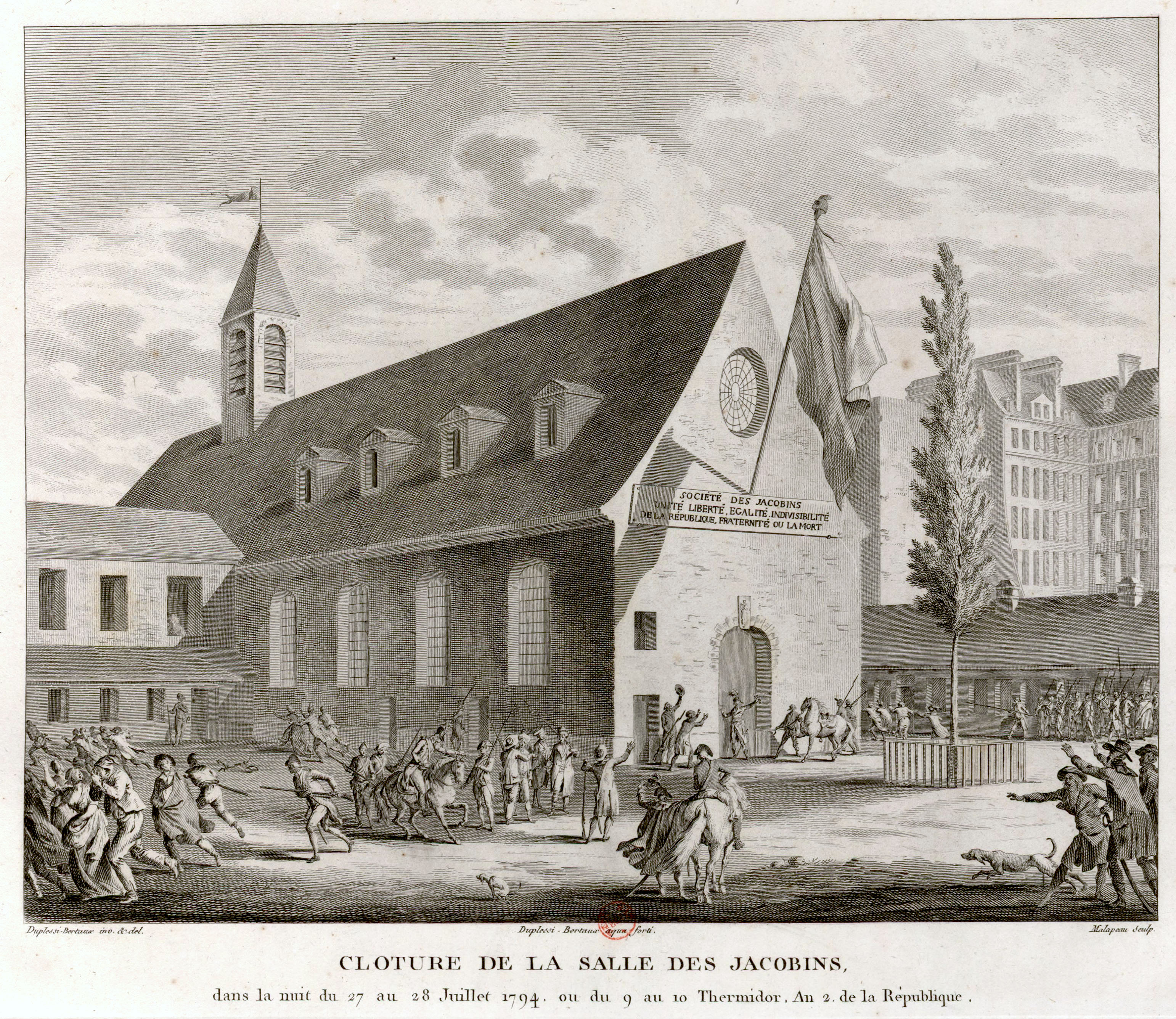
Cierre del Club de los Jacobinos en julio de 1794.
Grabado de Malapeau basado en un aguafuerte de Duplessis-Bertaux.

El gobierno de los jacobinos finaliza con el arresto de Saint-Just y Robespierre, el 9 de termidor (27 de julio de 1794). Al día siguiente, son guillotinados junto con 20 seguidores. Se calcula que en los días siguientes, unos 80 diputados jacobinos son ejecutados. El 13 de noviembre de 1794, la Convención declara ilegal el Club de los Jacobinos y lo cierra. Reabre poco después, una vez eliminados los principales sospechosos de «robespierrismo”». La reacción de revancha tanto de las víctimas del Terror como de los sectores de oposición del jacobinismo se ceba entonces en cualquiera que pareciera jacobino: es el llamado “Terror blanco”. Después de los intentos de resurgimiento jacobino de germinal y prairial del año III (abril y mayo de 1795), el Club fue clausurado definitivamente por orden de Joseph Fouché, ministro de Policía, y antiguo miembro del gobierno del Terror. Tras el cierre, los jacobinos activos se reorganizaron a través de nuevos clubes, como el Club del Panteón o el Club de la Sala de Equitación, desde la que lideraron la oposición al Directorio hasta el golpe de Estado napoleónico.

## El jacobinismo en la Revolución

### Teoría política
La democracia que propugnaban los jacobinos era heredera directa del modelo de democracia de Jean Jacques Rousseau, en su aspecto comunitarista y creador del concepto de ciudadano. De las teorías de Rousseau expuestas en El contrato social, comparten la idea según la cual la soberanía reside en el pueblo y no en un dirigente o un cuerpo gobernante. También comparten la noción de voluntad general, que no es la suma de las voluntades individuales sino que procede del interés común. Esta primacía del bien común sobre los intereses particulares llevaron a algunos analistas como el historiador Jules Michelet a reprocharles, tanto a Rousseau como más tarde a los jacobinos, el haber favorecido la aparición de regímenes totalitarios.
El reparo rousseauniano ante el sistema representativo no era, sin embargo, compartido en su integridad por los jacobinos, quienes, a pesar de desconfiar de dicho sistema (no solo en su vertiente censitaria liberal-burguesa, que ligaba los derechos políticos y el voto a la posesión de propiedades, sino también en su vertiente democrática), lo consideraban un mal menor imprescindible, dada la imposibilidad técnica de que la nación en su conjunto expresara de forma directa su voluntad. 
De acuerdo con estos conceptos, el jacobinismo desarrolló su propio modelo de representación política. Según este, los parlamentarios debían ser constantemente vigilados y coaccionados por el poder popular (organizaciones de corte jacobino como los clubes, las sociedades o las fuerzas armadas populares) para evitar desviaciones en un sentido contrario a la revolución. Así, al poder del parlamento, se oponía el poder popular, el poder de la calle, lo que en la práctica llevó al surgimiento de un doble poder: uno emanado del parlamento, que era depositario de la soberanía nacional, y otro de carácter físico y coactivo encarnado por los activistas del ala extremista de los grupos jacobinos. Esta dicotomía llevó a una cierta contradicción entre el concepto de representación política y el activismo callejero, encarnado por los Sans culottes, pues ciertos activistas que representaban a una parte de la población podían subyugar la voluntad popular mediante la coacción.
Para los jacobinos, el Estado es el valedor del bien común. Por lo tanto, es fundamental la obediencia a la Constitución y a las leyes. De ahí nace un alto grado de patriotismo y la exaltación de la nación concebida como una unidad indivisible. A este punto, se opusieron a los girondinos y tendieron a centralizar la organización del país para su defensa. El culto a la Patria se confunde con el culto a la libertad, a la que hay que defender si es atacada. «La República Francesa no trata con el enemigo sobre su territorio» fue un famoso lema jacobinista.
Se trataba de poner en práctica los principios enumerados en la Declaración de los Derechos del Hombre y del Ciudadano sintetizados en el lema Libertad-Igualdad (el concepto de Fraternidad aparecerá en 1848). Para ello, amplían el papel del ciudadano al que incitan a que participe activamente en la vida política. En 1789, proclaman las libertades civiles, la libertad de prensa y la libertad de conciencia. La censura es suprimida en 1791. Por primera vez en la historia de Francia, adoptan el sufragio universal (aunque fuese solo masculino) para las elecciones a la Convención Nacional de septiembre de 1792.
Para que los ciudadanos puedan ser libres e iguales, defienden el valor de la escuela pública republicana, y en 1793 instauran la obligatoriedad de la enseñanza primaria. En 1794, votan la abolición de la esclavitud.

### La difícil práctica jacobina
Los jacobinos estuvieron siempre en la vanguardia política de la Revolución desde 1789 y gobernaron de 1792 a 1794. A partir de 1793, la presión de los acontecimientos hizo que buena parte de sus actos llegase a entrar en contradicción con su doctrina. Al ser esta eminentemente pragmática, evolucionó en función de la situación del momento hasta llegar a ser desvirtuada por la acción dictatorial de un puñado de hombres.
Los jacobinos respetaban la propiedad privada y obraron para que las clases populares pudieran tener acceso a ella. Al mismo tiempo, condenaron a los grandes terratenientes tradicionales, como la nobleza y la Iglesia, principales exponentes del régimen señorial del Antiguo Régimen. Sin embargo, no lograrán la deseada repartición de los bienes nacionales.
Defendían la libertad del comercio, pero las penurias que se venían arrastrando desde los últimos años del Antiguo Régimen y el estado de guerra los llevaron a aumentar la fiscalidad y a imponer el dirigismo económico. Reforzaron también el centralismo ya existente bajo la monarquía, por medio de los representantes del gobierno en los departamentos, considerando necesaria la dictadura parisina, tanto económica como política, para salvar la nación. Esas contradicciones aparentes contribuyeron en parte a la caída de los jacobinos.
Con su política de oposición del poder popular al sistema representativo, los jacobinos llegaron a acabar con 60 diputados girondinos de la Asamblea. Las hostilidades hacia dicho sistema lo hicieron tambalearse hasta el punto de entrar en crisis. Las técnicas jacobinas de coacción y liquidación de la oposición llevaron a ciertos votantes moderados de la Convención a inhibirse a la hora de votar.
Algunos historiadores reconocen a los jacobinos el mérito de haber sentado las bases del republicanismo, que por primera vez fuese el Estado que se hiciera cargo de la acción social y que el país saliese victorioso de las guerras en sus fronteras. Por otro lado, consideran que sí fueron radicales al compararlos a los girondinos, y moderados comparados con los hebertistas y los enragés (iracundos). 
Otros autores pasan por alto el legado jacobino y solo toman en cuenta sus prácticas inquisitoriales y sus métodos de depuración para cualquiera que se alejase de la ortodoxia, limitando así el jacobinismo al periodo del Terror.

### La ideología jacobina según sus detractores
El jacobinismo es una ideología desarrollada e implementada durante la Revolución francesa de 1789. En palabras de F. Furet, en Penser la révolution française (citado por Hoel en Introduction au jacobinisme... ) “el jacobinismo es a la vez una ideología y un poder: un sistema de representaciones y un sistema de acción”. Esta ideología presenta, según Hoel, en L'idéologie jacobine, las siguientes 5 características: 1. Omnipotencia del Estado; 2. Despotismo de París; 3. Colonialismo; 4. Genocidio cultural; 5. Rechazo del Contrato Social (Rousseau) y del federalismo;

## El jacobinismo del XIX al XX
Este enfrentamiento es patente a lo largo de todo el siglo XIX francés, en el que predomina el miedo a la dictadura jacobina y a los "rojos" no solo por parte de los dirigentes monárquicos y conservadores, sino también de los liberales representantes de la burguesía como François Guizot y Adolphe Thiers. 
Para los republicanos del siglo XIX, la herencia jacobina asociada a la herencia de la Revolución francesa sigue muy viva. El libro La conjuración de los iguales, escrito en 1828 por Filippo Buonarroti, amigo de Gracchus Babeuf, tendrá una gran resonancia entre los republicanos como François Vincent Raspail, Auguste Blanqui y Louis Blanc. El jacobinismo está presente en la revolución de 1830, en la segunda república de 1848 y en la Comuna de París de 1871.
En la Asamblea Constituyente de 1848, los debates acalorados entre Alexis de Tocqueville, que se limitaba a la herencia de 1789, y Alexandre Ledru-Rollin, que defendía de igual manera el jacobinismo de 1793, reflejaban una oposición que iba a permanecer vigente hasta el siglo XX. El 29 de enero de 1891, Georges Clemenceau incorporó el jacobinismo al patrimonio ideológico de la Tercera República declarando en un discurso en la Asamblea Nacional que "La Revolución (Francesa) es un bloque del que nada se puede restar". Políticos del siglo XX como Jean Jaurès, Pierre Mendès-France y más recientemente el socialista Jean-Pierre Chevènement han reivindicado la defensa de los ideales jacobinos.

## El jacobinismo fuera de Francia
En el siglo XIX, se crearon movimientos que adoptaron el adjetivo "jacobinos" en muchos países europeos para reclamar libertad política y de conciencia, el fin de la dominación de la aristocracia y la elaboración de una constitución basada en la soberanía del pueblo.
- En Alemania: La República de Maguncia
- En Polonia: Los movimientos patrióticos liderados por el escritor y político Hugo Kollataj de 1790 a 1812.
- En el Reino-Unido: La London Corresponding Society, fundada en 1792 por el activista John Thelwall para reformar el Parlamento y extender el derecho de voto a la clase obrera.
- En Italia: Los movimientos revolucionarios de unificación conducidos por Giuseppe Mazzini y Cavour, así como los Carbonarios.

En América, grupos de influencia jacobina se constituyeron en Estados Unidos, en Haití, en Santo Domingo y en Brasil. En el Río de la Plata, Argentina, las ideas de los revolucionarios más radicales del movimiento de mayo de 1810 eran de inspiración jacobina, al igual que la Revolución de 1851, en Chile. La revista socialista Jacobin, fundada en 2010, de matriz norteamericana y presente también en otros países, reivindica la herencia revolucionaria de los jacobinos negros (black jacobins) haitianos. 
En el siglo XX, los conductores de la Revolución rusa de 1917 y Mustafa Kemal Atatürk, fundador de la República de Turquía, se inspiraron abiertamente en la doctrina jacobina. La corriente uruguaya de principios del siglo XX liderada por José Batlle y Ordóñez, de carácter republicana, también reivindicó al jacobinismo.
En España, la asociación política El Jacobino propone un programa inspirado en el legado y la tradición de la izquierda republicana y jacobina.